# 庆丰农场
庆丰农场是一个位于中华人民共和国黑龙江省鸡西市虎林市的农场，亦是黑龙江省农垦牡丹江管理局所属的一个农场。
庆丰农场源于1963年1月组建的东北农垦总局和平农场。1968年6月，组建黑龙江生产建设兵团，将和平农场编为第四师第三十五团。1976年2月，撤销生产建设兵团，恢复和平农场。1977年，改为庆丰农场。地处三江平原，北依完达山，南傍穆棱河，东与俄罗斯隔乌苏里江相望。总面积622平方公里，1997年底全场总人口12422人。

## 行政区划
庆丰农场下辖以下单位：
庆丰场直社区、庆丰农场第一管理区、庆丰农场第二管理区、庆丰农场第三管理区、庆丰农场第四管理区、庆丰农场第五管理区、庆丰农场第六管理区、庆丰农场第七管理区、庆丰农场第八管理区和庆丰农场第九管理区。